# Головний маршал повітряних сил
Головний маршал повітряних сил (англ. Air chief marshal, скорочено Air Chf Mshl або ACM) — вище військове звання в Королівських Повітряних силах Великої Британії. Звання (чин) головний маршал повітряних сил є 4-зірковим військовим званням і в НАТО цей чин (звання) має код OF-09 і відповідає чину (званню) адмірала у Королівському військово-морському флоті Великої Британії та чину (званню) генерала в Британській армії та Королівській морській піхоті.
Військове звання «головний маршал повітряних сил» у Королівських Повітряних силах Великої Британії вище за звання маршал повітряних сил та нижче маршала Королівських повітряних сил.